# Geron salmonus
Geron salmonus är en tvåvingeart som beskrevs av Scarbrough och Davidson 1985. Geron salmonus ingår i släktet Geron och familjen svävflugor. Inga underarter finns listade i Catalogue of Life.